# اریس (فیلم)
«اریس» (انگلیسی: Discordia) فیلم مستند به کارگردانی Ben Addelman و Samir Mallal است که در سال ۲۰۰۲ منتشر شد.این فیلم که توسط هیئت ملی فیلم کانادا تهیه شده است، زندگی سه دانش آموز - آرون ماته، نوح سرنا و سامر التراش - را در دوران پس از حادثه نتانیاهو در دانشگاه کنکوردیا در مونترال در سال 2002 روایت می کند.